# Брянская губерния
Бря́нская губе́рния — административно-территориальная единица РСФСР, существовавшая в 1920—1929 годах. Центр — город Брянск.

## История
Губерния образована 1 апреля 1920 года из Брянского, Карачевского, Севского и Трубчевского уездов Орловской губернии и Жиздринского уезда Калужской губернии. Фактически, ещё с 1919 года Брянскому уездному исполкому были даны полномочия губисполкома (в отношении Брянского, Карачевского, Севского и Трубчевского уездов).
В 1921 году, в связи с возложением на Брянск губернских функций и переносом уездных учреждений в Бежицу, Брянский уезд был переименован в Бежицкий. В 1923 в Брянскую губернию включён Почепский уезд, входивший до этого в Гомельскую губернию; в 1924 Трубчевский уезд был расформирован, а его территория разделена между Почепским, Севским и Брянским уездами. Ещё через 2 года, в декабре 1926 года, из расформированной Гомельской губернии в Брянскую губернию были переданы Клинцовский, Новозыбковский и Стародубский уезды.
Постановлением Президиума ВЦИК «Об образовании на территории РСФСР административно-территориальных объединений краевого и областного значения» от 14 января 1929 года с 1 октября 1929 года Брянская губерния была упразднена и образована Западная область с центром в городе Смоленске, в составе, в качестве основного массива, нижеследующих административно-территориальных единиц: Смоленской, Брянской и Калужской губерний, Ржевского уезда, южной части Осташковского уезда и волостей Тысяцкой и Борковской, Новоторжского уезда Тверской губернии.

## Административное деление
Административное деление на 1 января 1928 года:
| Уезд           | Волости |
| -------------- | --- |
| Бежицкий       | Бежицкая, Вороновская, Выгоничская, Дубровская, Дятьковская, Жирятинская, Жуковская, Людинковская, Мокровская, Навлинская, Овстугская, Песоченская |
| Жиздринский    | Думиничская, Жиздринская, Маклаковская, Милеевская, Плохинская, Судимирская                                                                        |
| Карачевский    | Вельяминовская, Карачевская, Хотынецкая, Шаблыкинская                                                                                              |
| Клинцовский    | Гордеевская, Заборская, Клинцовская, Красногорская, Мглинская, Нивнянская, Суражская, Унечская, Ущерпская                                          |
| Новозыбковский | Злынковская, Климовская, Новозыбковская, Чуровичская                                                                                               |
| Почепский      | Балыкская, Плюсковская, Почепская, Старосельская, Трубчевская                                                                                      |
| Севский        | Брасовская, Комаричская, Луганская, Севская, Суземская, Хинельская                                                                                 |
| Стародубский   | Воронковская, Гарцевская, Кистёрская, Лыщичская, Погарская, Стародубская, Чаусовская, Юдиновская                                                   |

В Стародубском уезде укрупнение волостей завершилось лишь в июне 1928 года; при этом были упразднены Чаусовская волость (включена в состав Кистёрской) и Юдиновская (включена в состав Погарской).

## Руководители
Председатели Исполнительного комитета Брянского губернского Совета:
- 3.1920 — 5.1922 Панков, Григорий Гаврилович (1917, 1885—1963)
- 5—6.1922 Моисеев П. Г. (…—…)
- 6—12.1922 Замыслов Н. С. (1914, …—…)
- 12.1922 — 7.1923 Виноградов, Василий Петрович (1915, …—…)
- 7.1923 — 7.1926 Пахомов, Николай Иванович (1917, 1890—1938)
- 1927—1929 Дичев, Иван Дмитриевич (1918, 1896—1937)

Брянский губернский комитет РКП(б), председатель
- 3.1920 Конюхов, Николай Дмитриевич (1882-)

Брянский губернский комитет РКП(б) — ВКП(б), ответственные секретари, в скобках — дата вступления в партию и годы жизни:
- 1920—1921 Горский (Шапиро) З. П. (1916,)
- 1921 Волин, Борис Михайлович (Фрадкин Иосиф Ефимович); (1904, 1886—1957)
- 1921—1922 Зорин (Гомберг) Сергей Семёнович (1917, 1890—1937)
- 1922—1923 Бумажный, Ефим Осипович (1917, 1894-)
- 1923—1925 Соколов, Михаил Филиппович (1911, 1892—1938)
- 1925 — 10.1928 Рябов, Александр Николаевич (1906, 1888—1938)
- 1928 — 4.1929 Шелехес, Илья Савельевич (1908, 1891—1937)

## Официальные издания
- «Брянский рабочий» (до августа 1922 года — «Известия Брянского губкома и губисполкома») — газета, орган Брянского губкома ВКП(б) и губисполкома, с 1929 — орган Брянского окружкома, горкома, с 1944 обкома ВКП(б) (КПСС) и облисполкома. С 1980 — орган Брянского областного комитета КПСС и Брянского областного Совета народных депутатов, с 1991 — региональная общественно-политическая и информационно-аналитическая газета Брянской области.
- «Наша деревня» — газета, возникла как орган комиссии по работе в деревне при Брянском губкоме РКП(б), с 1927 орган Брянского губкома ВКП(б) и губисполкома. Издавалась в 1924—1927 годах в Брянске.
- «Голос красной молодёжи», «Молодой пролетарий», «Путь молодёжи» — губернские газеты для молодёжи, выходившие в разные годы под разными названиями. По состоянию на 1927 год, газета «Путь молодёжи» была органом Брянского губкома ВЛКСМ.
- Журналы губкома ВКП(б): «Партийный вестник», «Коммунист» (с 1921 года), «Коммунар» (с 1926 года).